# Formula 3 Euro Series 2008
F3 Euroseries-säsongen 2008 körs över 10 omgångar och 20 heat, främst i Tyskland.

## Delsegrare
| Datum           | Bana           | Vinnare         | Vinnare              |
| --------------- | -------------- | --------------- | -------------------- |
| 12-13 april     | Hockenheimring | Mika Mäki       | Renger van der Zande |
| 3-4 maj         | Mugello        | Nico Hülkenberg | Mika Mäki            |
| 31 maj-1 juni   | Pau            | James Jakes     | Edoardo Mortara      |
| 28-29 juni      | Norisring      | Nico Hülkenberg | Christian Vietoris   |
| 12-13 juli      | Zandvoort      | Nico Hülkenberg | Renger van der Zande |
| 26-27 juli      | Nürburgring    | Nico Hülkenberg | Jon Lancaster        |
| 30-31 augusti   | Brands Hatch   | Nico Hülkenberg | Franck Mailleux      |
| 20-21 september | Catalunya      | Nico Hülkenberg | Kazuya Oshima        |
| 4-5 oktober     | Le Mans        | Jules Bianchi   | Robert Wickens       |
| 25-26 oktober   | Hockenheimring | Nico Hülkenberg | Jules Bianchi        |

## Slutställning
| Plats | Förare               | Poäng |
| ----- | -------------------- | ----- |
| 1     | Nico Hülkenberg      | 85    |
| 2     | Edoardo Mortara      | 49.5  |
| 3     | Jules Bianchi        | 47    |
| 4     | Renger van der Zande | 46    |
| 5     | Mika Mäki            | 46    |
| 6     | Christian Vietoris   | 36    |
| 7     | Koudai Tsukakoshi    | 36    |
| 8     | Jean-Karl Vernay     | 35    |
| 9     | Yann Clairay         | 33    |
| 10    | Franck Mailleux      | 27    |

## Rookiemästerskapet

### Delsegrare
| Bana         | Vinnare       | Vinnare            |
| ------------ | ------------- | ------------------ |
| Hockenheim   | Mika Mäki     | Erik Janiš         |
| Mugello      | Jules Bianchi | Mika Mäki          |
| Pau          | Jon Lancaster | Jon Lancaster      |
| Norisring    | Jon Lancaster | Robert Wickens     |
| Zandvoort    | Mika Mäki     | Mika Mäki          |
| Nürburgring  | Jules Bianchi | Jon Lancaster      |
| Brands Hatch | Jon Lancaster | Henkie Waldschmidt |
| Barcelona    | Erik Janiš    | Jules Bianchi      |
| Le Mans      | Jules Bianchi | Robert Wickens     |
| Hockenheim   | Mika Mäki     | Jules Bianchi      |

## Slutställning
| Plats | Förare           | Poäng |
| ----- | ---------------- | ----- |
| 1     | Erik Janiš       | 78    |
| 2     | Mika Mäki        | 76.5  |
| 3     | Jules Bianchi    | 75.5  |
| 4     | Jon Lancaster    | 66    |
| 5     | Richard Philippe | 49    |
| 6     | Robert Wickens   | 45    |